# Scheinbreitflügel
Die Scheinbreitflügel (Hesperoptenus) sind eine Fledermausgattung in der Familie der Glattnasen (Vespertilionidae). Die Arten leben in Südostasien.
Vertreter der Gattung erreichen eine Kopf-Rumpf-Länge von 40 bis 75 mm sowie eine Schwanzlänge von 24 bis 53 mm. Die Unterarme sind 25 bis 60 mm lang. Kleinere Arten wiegen etwa 6 g, während größere Arten ein Gewicht von 30 bis 32 g erreichen. Das Fell ist abhängig von der Art graubraun, rotbraun oder gelbbraun. Von den Breitflügelfledermäusen (Eptesicus) unterscheiden sich die Hesperoptenus-Arten durch abweichende Details des Schädels und der Zähne.
Diese Fledermäuse ruhen einzeln oder in kleinen Gruppen auf gut belaubten Bäumen. Einzelne Individuen oder Paare verteidigen ein Jagdrevier gegen Artgenossen. Sie beginnen ihre Jagd auf Insekten zeitig am Abend. Das Fortpflanzungsverhalten ist hauptsächlich für den Tickell-Scheinbreitflügel (Hesperoptenus tickelli) bekannt. Bei dieser Art werfen die Weibchen im Mai oder Juni ein Jungtier.
Folgende Arten zählen zur Gattung.
- Hesperoptenus blanfordi, von Nord-Thailand und Laos bis Borneo.
- Hesperoptenus doriae, Malaiische Halbinsel, Borneo.
- Hesperoptenus gaskelli, östliches Sulawesi.
- Hesperoptenus tickelli, verstreute Populationen auf dem südostasiatischen Festland und auf Sri Lanka.
- Hesperoptenus tomesi, Malaiische Halbinsel, Borneo.